# لارس كونراد
لارس كونراد (بالألمانية: Lars Conrad)‏ هو سباح ألماني، ولد في 1 يونيو 1976 في برلين في ألمانيا.

## وصلات خارجية
- لارس كونراد على موقع الاتحاد الدولي للسباحة (الإنجليزية)
- لارس كونراد على موقع SwimRankings.net (الإنجليزية)
- لارس كونراد على موقع أوليمبيديا (الإنجليزية)